# カラヴァッジョ 天才画家の光と影
『カラヴァッジョ 天才画家の光と影』（カラヴァッジョ てんさいがかのひかりとかげ、伊: Caravaggio）は、2007年のイタリアのテレビ映画。監督はアンジェロ・ロンゴーニ、出演はアレッシオ・ボーニとエレナ・ソフィア・リッチなど。
16世紀イタリアの画家であるミケランジェロ・メリージ・ダ・カラヴァッジオの波乱の生涯を描いた伝記映画である。
本国イタリアでは全2話のテレビ・ミニシリーズとして放送されたが、日本では2010年に劇場用映画として1本にまとめられ、133分に編集されて公開された。

## ストーリー
16世紀イタリアの画家であるカラヴァッジョの波乱に満ちた生涯を描く。

## キャスト
- カラヴァッジョ: アレッシオ・ボーニ
- コンスタンツァ・コロンナ侯爵夫人: エレナ・ソフィア・リッチ（イタリア語版）
- デル・モンテ枢機卿: ジョルディ・モリャ
- マリオ・ミンニーティ: パオロ・ブリグリア（イタリア語版）
- オノリオ・ロンギ（イタリア語版）: ベンヤミン・サドラー（ドイツ語版）
- フィリデ・メランドローニ（フランス語版）: クレール・ケーム
- ベアトリーチェ・チェンチ: マリア・エレナ・ヴァンドーネ（イタリア語版）
- ラヌッチオ・トマッソーニ: マウリツィオ・ドナドーニ（イタリア語版）
- ズッカーリ: シモーネ・コロンバリ（イタリア語版）
- レーナ: セイラ・フェルバーバウム（イタリア語版）
- ファブリツィオ・コロンナ: ルベン・リジーロ（イタリア語版）